# Hayravanq
Hayravanq (in armeno Հայրավանք?, conosciuto anche come Hayravank, Ayrivan, Hayravank’ o Ayravank’) è un comune dell'Armenia di 852 abitanti (2009) della provincia di Gegharkunik.
Sul territorio della cittadina è situato il Monastero di Hayravank.